# Máy bơm

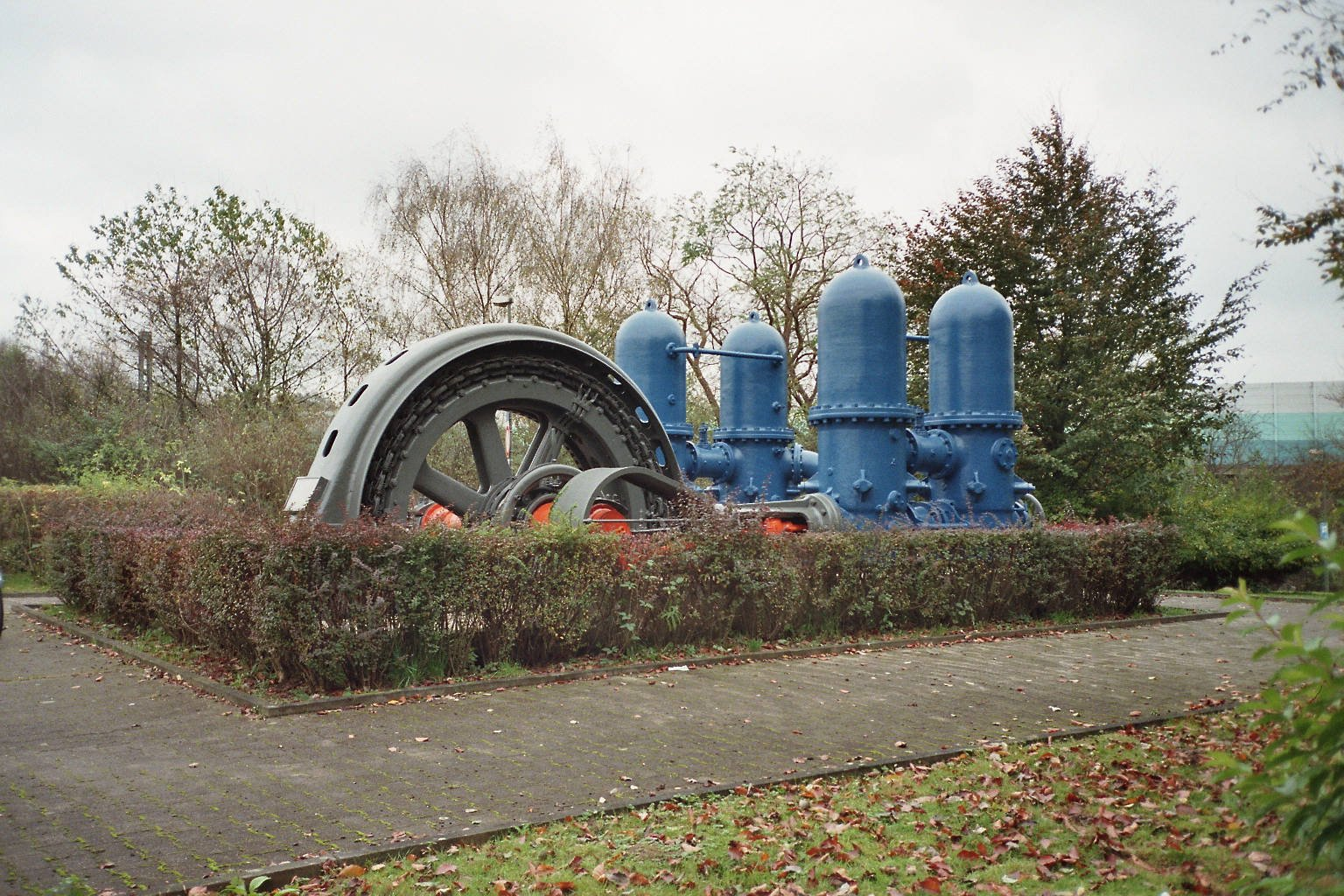
Một máy bơm nước chạy bằng động cơ điện ở Hengstey See, Đức.

Máy bơm là một loại máy thủy lực, nhận năng lượng từ bên ngoài (cơ năng, điện năng, thủy năng..vv..) và truyền năng lượng cho dòng chất lỏng, nhờ vậy đưa chất lỏng lên một độ cao nhất định hoặc dịch chuyển chất lỏng theo hệ thống đường ống.
Archimedes đã mô tả các máy bơm đầu tiên vào thế kỷ thứ 3 trước Công nguyên được biết đến như là Bơm trục vít của Archimedes.Bơm hoạt động bằng cách dùng cơ năng để đẩy môi chất, hoặc là nâng cao lên hoặc nén lại.

## Cấu tạo máy bơm nước thông thường
Một máy bơm nước có cấu tạo gồm 4 phần chính:
- Bánh công tác: được lắp trên trục của bơm để cố định với trục tạo nên phần quay gọi là Roto
- Trục bơm: thường được chế tạo bằng thép hợp kim và được lắp với bánh công tác thông qua mối ghép then.
- Bộ phận dẫn hướng vào: thuộc thân máy bơm thường
- Bộ phận dẫn hướng ra: được đúc bằng gang và có hình dạng tương đối phức tạp

## Phân loại máy bơm
Dựa vào những đặc điểm như: nguyên lý tác động của cánh bơm vào dòng nước, dạng năng lượng làm chạy máy bơm, kết cấu máy bơm, mục đích bơm, loại chất lỏng cần bơm để phân chia ra chủng loại máy bơm...
Trong đó thường dùng đặc điểm thứ nhất để phân loại máy bơm; theo đặc điểm này máy bơm được chia làm hai nhóm: Bơm động học và Bơm thể tích. Ngoài ra còn có các dạng bơm với các tên gọi khác như:
- Bơm ly tâm
- Máy nén khí
- Bơm chân không
- Bơm cánh khế (lope pump)
- Bơm trục vít
- Bơm định lượng
- Bơm thủy lực
- Bơm bánh răng